# Palotinos
Os Palotinos ou Padres e Irmãos Palotinos são uma sociedade de vida apostólica da Igreja Católica Apostólica Romana fundada em 1835 com o nome de Sociedade do Apostolado Católico (S.A.C.) (Societas Apostolatus Catholici) pelo Padre Vicente Pallotti, declarado santo, durante o Concílio Vaticano II, pelo Papa João XXIII em 20 de janeiro de 1963. 
Tem o objetivo de “reavivar a fé e reacender a caridade em todos os membros do Povo de Deus e propagá-las em todo o mundo, a fim de que haja o quanto antes um só rebanho e um só Pastor”, baseado no conceito de apostolado “católico”, ou seja, “universal”, que pressupõe que todos os batizados, são autorizados e obrigados a aderirem à missão apostólica; promover a colaboração entre o clero diocesano, religiosos, religiosas e leigos para desempenhar com mais eficácia as atividades apostólicas. Esta finalidade, em muitos casos, realiza-se de forma concreta e institucional na "União do Apostolado Católico", associação de fiéis que vive segundo o carisma de São Vicente Pallotti e que se empenha em promover a colaboração entre leigos, clérigos e religiosos.

## História e trabalho

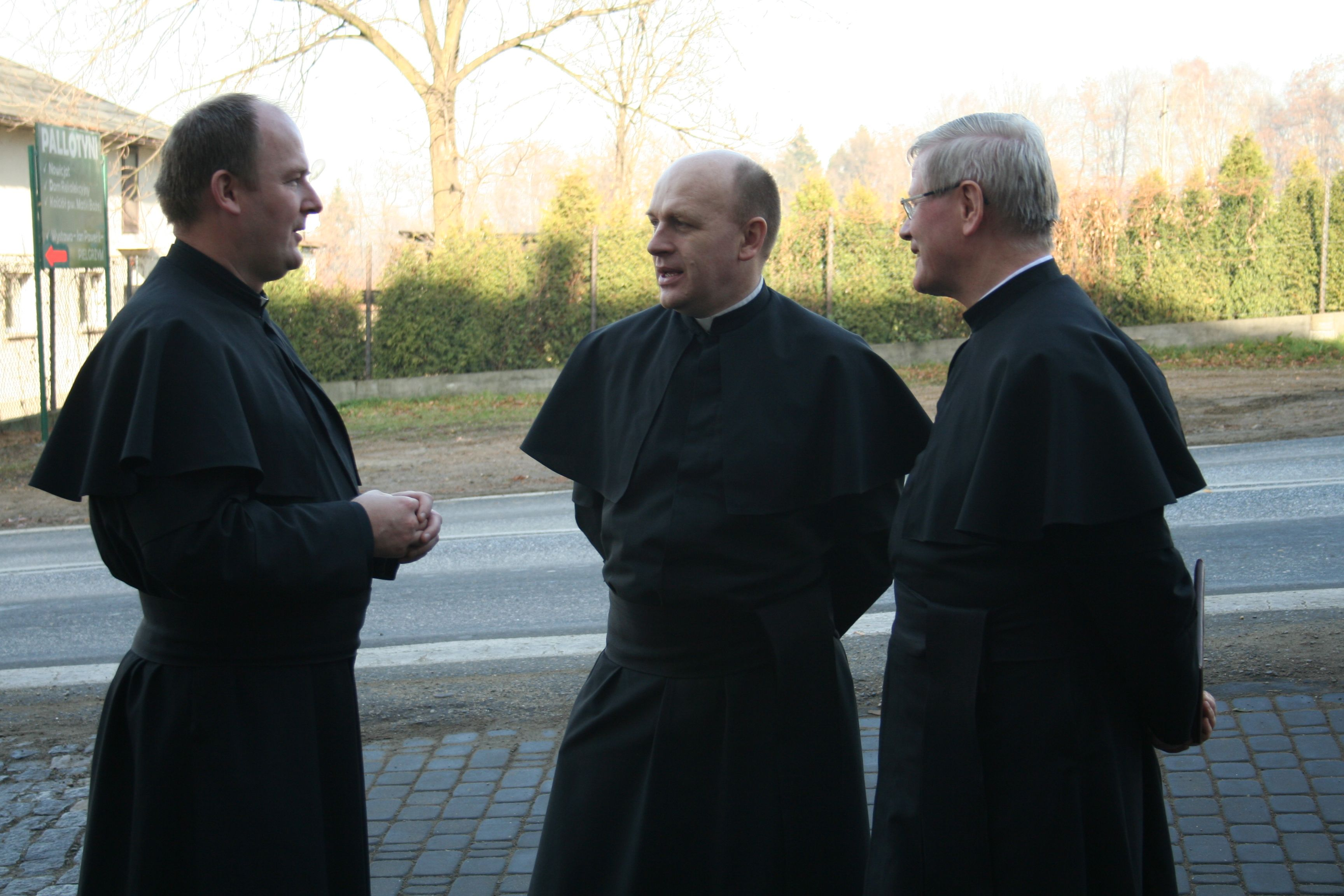
Padres Palotinos

A Sociedade do Apostolado Católico, convoca a sacerdotes, irmãs e leigos para estabelecer um compromisso comum de viver e propagar juntos o Evangelho de Jesus Cristo.
Um exemplo do seu trabalho é a Missão Palotina de Camarões estabelecida em 1890 na então colônia de Camarões parte do Império Alemão.
Na Argentina, em 1976 cinco religiosos palotinos foram assassinados juntos na igreja de San Patricio durante a ditadura militar (1976-1983). O feito é conhecido como o Massacre de San Patricio. Os cinco religiosos são considerados mártires pela congregação dos palotinos. Em 2006 o cardeal Jorge Mario Bergoglio iniciou os trâmites para a canonização dos cinco religiosos como mártires da fé.

## Superior Geral
1. Francesco Maria Vaccari (1850–1856)
2. Raffaele Melia (1856–1862)
3. Ignazio Auconi (1862–1869)
4. Giuseppe Faà di Bruno (1869–1889)
  1. Carlo Maria Orlandi (1889–1890) (Vigário Geral)
  2. Joseph Bannin (1890–1895) (Vigário Geral)
  3. Scipio Tofini (1895–1896) (Vigário Geral)
5. William Whitmee (1896–1903)
6. Maximilian Kugelmann (1903–1909)
7. Karl Gissler (1909–1919)
8. Giacinto Cardi (1919–1925)
9. Peter Resch (1925–1931)
10. Giacinto Cardi (1931–1937)
11. Karl Hoffmann (1937–1947)
12. Wojciech Turowski (1947–1953)
13. Wilhelm Möhler (1953–1971)
14. Nicholas Gorman (1971–1977)
15. Ludwig Münz (1977–1983)
16. Martin Juritsch (1983–1992)
17. Séamus Freeman (1992–2004)
18. Friedrich Kretz (2004–2010)
19. Jacob Nampudakam (2010–2022)
20. Zenon Hanas (desde 2022).[3][4]